# 耳基叶杨桐
耳基叶杨桐（学名：Adinandra auriformis），为山茶科杨桐属下的一个植物种。